# 6888th Central Postal Directory Battalion
Le 6888th Central Postal Directory Battalion (en français : « 6888e bataillon des centres postaux »), surnommé Six Triple Eight (« Six triple huit »), est une unité militaire américaine du Women's Army Corps (United States Army), active de 1944 à 1946, et qui a la particularité de ne compter que des femmes afro-américaines. Il compte 855 femmes noires, conduites par la Major Charity Adams Earley.

## Historique

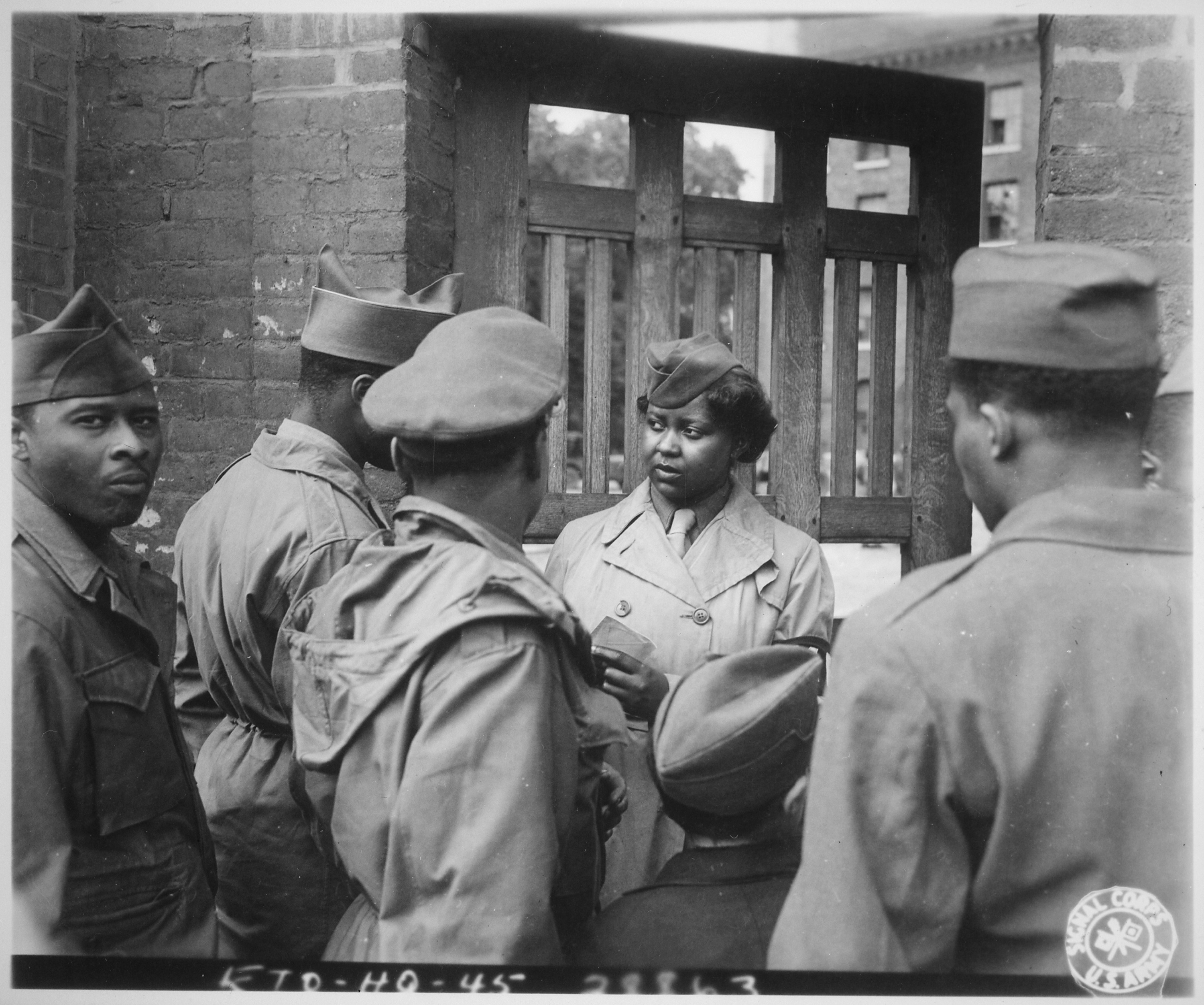
Arrivée en Europe.

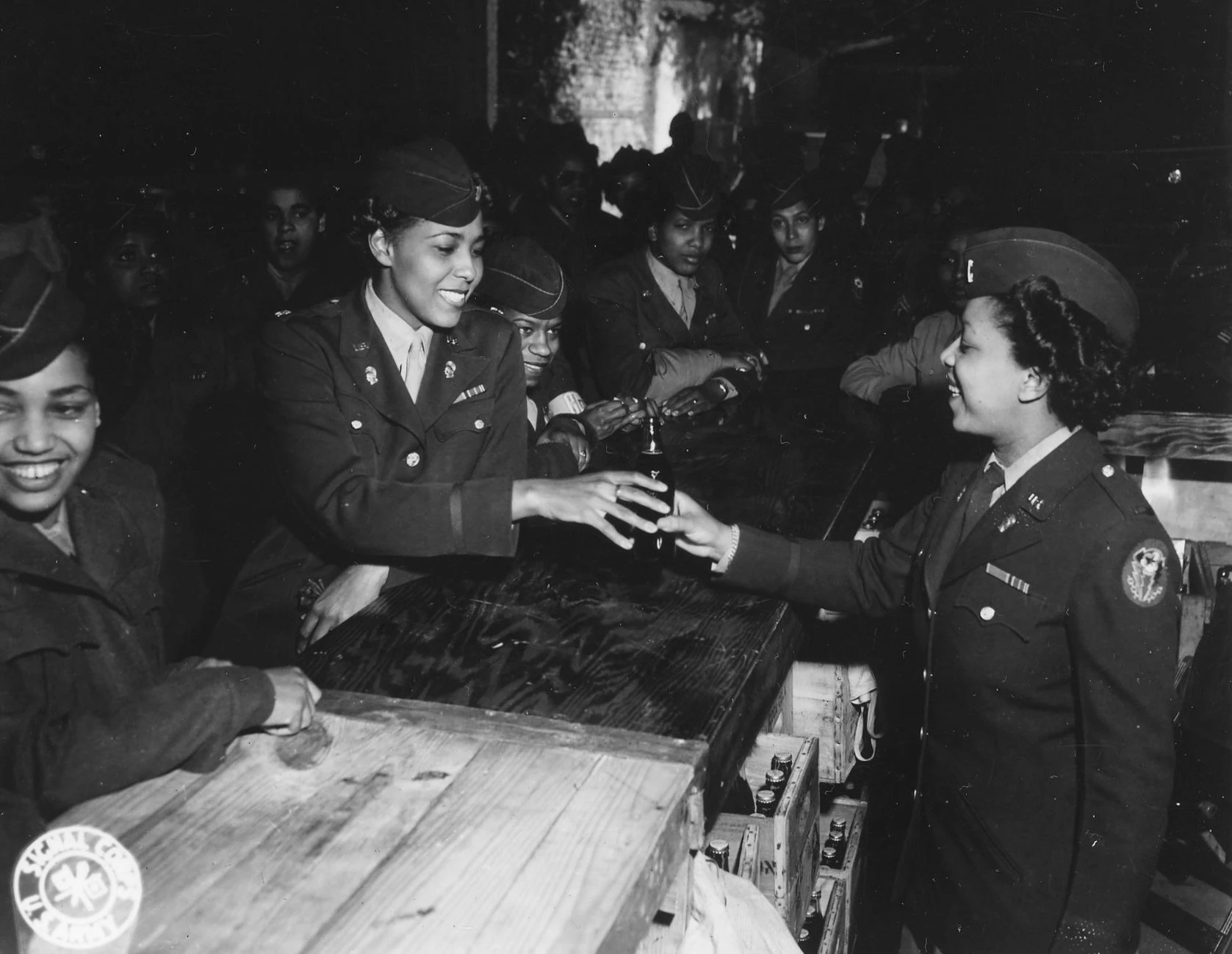
La seconde lieutenante Freda le Beau servant un soda à la major Charity Adams à Rouen.

Durant la Seconde Guerre mondiale, l'Armée américaine se trouve à court de personnel pour faire fonctionner le service du courrier aux soldats. En 1944, Mary McLeod Bethune plaide auprès de la Première dame Eleanor Roosevelt pour que les femmes noires puissent jouer un rôle dans cette guerre menée à l'étranger. Au même moment, la presse afro-américaine réclame également des postes significatifs dans l'armée pour les femmes noires.
Les femmes volontaires reçoivent un entraînement basique en Géorgie et préparent leur mission, essentielle au moral des troupes. L'unité s'embarque le 3 février 1945 vers l'Europe et arrive à Glasgow après un voyage éprouvant (le navire ayant été menacé par plusieurs sous-marins allemands), puis est transportée le même jour par train vers Birmingham. Le 15 février, le bataillon est inspecté par le lieutenant-général John C. H. Lee, commandant général de la zone des communications sur le théâtre d'opération européen (ETO) et le major général Robert McGowan Littlejohn, quartier-maître chef (ETO), qui leur montrent l'ampleur du retard pris dans l'acheminement du courrier, ce qui porte préjudice au moral des troupes.

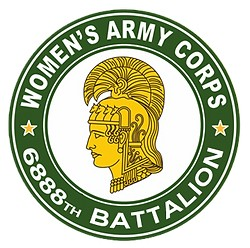
Insigne du régiment.

La tâche est colossale : plusieurs hangars abritent une masse importante de courrier à trier et envoyer, certaines lettres et colis y étant conservés depuis deux ans. Beaucoup de ces courriers sont difficiles à trier. Les calligraphies s'avèrent ardues à déchiffrer et les destinataires sont souvent réduits à des prénoms, voire des surnoms. Pour couronner le tout, l'unité est ségréguée, travaillant, mangeant et couchant dans des lieux différents des soldats blancs, et non chauffés. Devant l'ampleur de ce travail, les généraux blancs font preuve à la fois de racisme et de sexisme en présumant qu'un régiment composé uniquement de femmes noires ne pourra l'effectuer, encore moins seules et sans l'appui d'hommes blancs, désignés comme plus qualifiés. Lorsque l'un d'eux essaie d'envoyer un officier blanc pour leur montrer comment faire, le major Adams répond : « Monsieur, il faudra me passer sur le corps, Monsieur ». Alors que le rattrapage du retard doit prendre six mois, il est résorbé en trois mois dès mai 1945,.
Les femmes afro-américaines accomplissent cet exploit grâce à une organisation rigoureuse, utilisant leurs propres méthodes pour traiter le courrier, et travaillant en trois roulements pour maintenir leur effort sept jours sur sept. Chaque roulement traite ainsi quelques 65 000 unités de courrier.
Une fois le travail accompli à Birmingham, le bataillon traverse la Manche en direction du Havre en mai et est dirigé vers Rouen, caserne Taillandier où il doit de nouveau traiter du courrier en retard. N'ayant pas le droit de porter des armes, la police militaire interne au WAC utilise le ju-jitsu pour se protéger d'éventuels intrus. Une fois la situation stabilisée à Rouen, l'unité est déplacée en octobre 1945 vers Paris. La paix conclue, les effectifs sont réduits à 300 personnes, puis 200 en janvier 1946. En février 1946, l'unité est démantelée à Fort Dix (New Jersey), sans reconnaissance des services rendus.

## Hommages militaires
Certaines membres sont décorées de l'European-African-Middle Eastern Campaign Medal, de la Good Conduct Medal ou de la World War II Victory Medal, mais il faut attendre le 25 février 2009 pour que le bataillon soit honoré au Women in Military Service for America Memorial au cimetière national d'Arlington, en présence des anciennes soldates Alyce Dixon, Mary Ragland et Gladys Carter (en). Dixon et Ragland sont décorées par le président Barack Obama et la Première dame Michelle Obama la même année,.
Le 15 mars 2016, le 6888th Central Postal Directory Battalion est introduit au U.S. Army Women's Foundation Hall of Fame. Le 30 novembre 2018, Fort Leavenworth dédie un monument au bataillon en présence des cinq anciennes soldates Maybeel Campbell, Elizabeth Johnson, Lena King, Anna Robertson et Deloris Ruddock. Le 12 février 2021, le sénateur du Kansas Jerry Moran et le représentante Gwen Moore portent une proposition bipartisane pour leur décerner la médaille d'or du Congrès ; la loi est promulguée le 14 mars 2022 par le président Biden.
Trois femmes de l'unité, décédées du fait d’un accident routier, sont inhumées au cimetière américain de Colleville-sur-Mer (France) : il s'agit de Mary Bankston, Mary Barlow et Dolores Browne. Elles sont les seules femmes à y être inhumées au côté de Elizabeth Ann Richardson (en), volontaire de la Croix-Rouge américaine.

## Postérité
En 2024 sort le film Messagères de guerre (en anglais : The Six Triple Eight) réalisé par Tyler Perry, d'abord dans un nombre limité de salles américaines, puis sur Netflix où il se classe dans les tendances et a du succès. Le film retrace le parcours de l'unité, composée uniquement de femmes afro-américaines. L'actrice Kerry Washington, qui incarne la commandante du bataillon, regrette son invisibilisation pendant de nombreuses années.

### Filmographie
- Messagères de guerre (The Six Triple Eight, 2024) de Tyler Perry